# Jean-Pierre Lehman
Jean-Pierre Lehman, född 10 augusti 1914 i Caen, död 26 februari 1981, var en fransk paleontolog. Han blev 1958 hedersledamot i Geologiska föreningen och invaldes 1969 som utländsk ledamot av svenska Vetenskapsakademien.